# Agnara taprobanica
Agnara taprobanica är en kräftdjursart som beskrevs av Franco Ferrara och Roberto Argano 1989. Agnara taprobanica ingår i släktet Agnara och familjen Agnaridae. Inga underarter finns listade i Catalogue of Life.